# Bob Thornton
Robert George Thornton (Los Ángeles, California, 10 de junio de 1962) es un exjugador de baloncesto estadounidense. Con una altura de 2,07 metros ocupaba la posición de pívot. Después de retirarse, se dedicaría a entrenar siendo entrenador asistente de varios equipos de la NBA.

## Trayectoria deportiva

### Universidad
Jugó durante cuatro temporadas en el baloncesto universitario de Estados Unidos, jugando 1 temporada en Saddleback College y otras tres en la Universidad de  California en Irvine  en las que promedió 9,6 puntos y 5,8 rebotes.

### Profesional
Es elegido en la 4.ª ronda con el puesto 87 en el Draft de la NBA de 1984 por New York Knicks. Su primera experiencia profesional fue en la temporada 1984-1985 en el Caja Madrid de Alcalá de Henares, donde promedió 13 puntos y 6,9 rebotes. El restos de su carrera deportiva transcurriría en Italia, y Estados Unidos, en la NBA jugó 283 partidos con New York Knicks, Philadelphia 76ers, Minnesota Timberwolves, Washington Bullets y Utah Jazz, promediando  3 puntos y 2,5 rebotes en 12 minutos. En su etapa en la LEGA contabilizaría un total de 104 partidos, con unos promedios de 16,1 puntos y 8,7 rebotes por partidos.

### Entrenador
Después de retirarse ha seguido ligado al baloncesto, ejerciendo de entrenador asistente en diversos equipos de la NCAA y NBA como los Cal State Fullerton Titans, Chicago Bulls, Minnesota Timberwolves, Seattle Supersonics, Memphis Grizzlies, Sacramento Kings, equipo del que fue entrenador asistente desde 2016 a 2019. 
También ha sido entrenador principal en los Quad City Thunder y Huntsville Flight en la CBA.
En enero de 2021, se mudó a Australia para ser técnico asistente de los Perth Wildcats.